# George C. Marshall

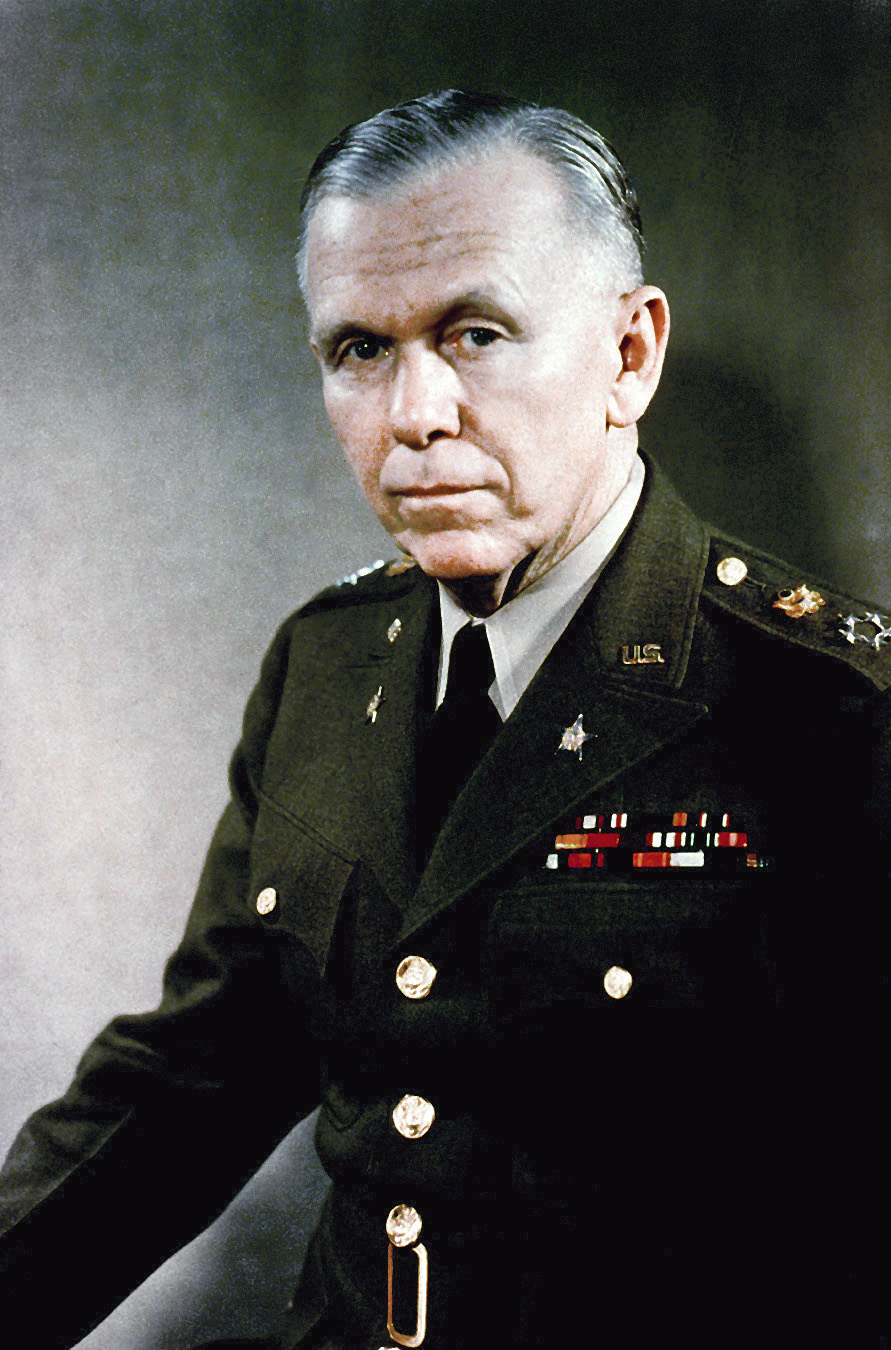
George C. Marshall

George Catlett Marshall (Uniontown, Pennsylvania, 1880. december 31. – Washington, D.C., 1959. október 16.) Nobel-békedíjas amerikai tábornok, politikus.

## Életútja

### Az első világháború végéig

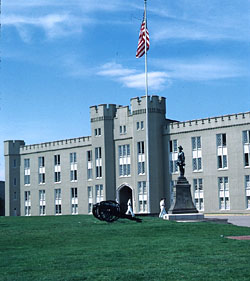
Virginia Military Institue

Jómódú családban nőtt fel, apja szénkereskedő volt. Tanulmányait 1897-ben a lexingtoni katonai főiskolán kezdte, mivel a család anyagi okokból nem engedhette meg a West Point-ot. 1902 februárjában alhadnagyi rangot szerzett és a gyalogsághoz került, majd a Fülöp-szigeteken szolgált 18 hónapig. A Virginia Katonaiskolára járt, a Kappa-Alpha században szolgált, már végzősként századosi rangot szerzett. Az első világháborúban John J. Pershing tábornok csapataiban, a franciaországi különleges haderőknél Marshall bizonyította szervezési, vezetési képességeit. 1918-ban részt vett a Meuse–Argonne offenzíva terveinek kidolgozásában.

### A két világháború között
A két világháború között Pershing szárnysegédje volt 1919 és 1924 között különböző egységek mellett, Washingtonban, Kínában, Georgia államban, és több amerikai bázison. Fort Benning gyalogsági iskola volt 1927 és 1933 között, ahol tanulmányi parancsnokhelyettesként szolgált. Ez ebben az időben nehéz munka lehetett a számára, az egyik oka ennek az volt, hogy az Egyesült Államok fokozatosan leépítette haderejét, sok társával együtt szakmailag különösen hullámvölgyként, mellőzöttként élte meg az időszakot. Családi tragédia is súlyosan érintette: első felesége, Elizabeth Carter Coles 1927-es halála után, Marshall visszafogott természetűvé vált. Katherine Boyce Tupper Brown-nal kötött házassága 1930-ban boldogabb évek kezdetét jelentette. 1936-ban elkísérte őt Vancouverbe, ahol az ottani csapatok parancsnokságát látta el 1938-ig.

### A második világháború idején
Franklin D. Roosevelt elnök bizalmat szavazott neki, vezérkari főnökké léptette elő 1939. szeptember 1-jén. Marshall 1945-ig szolgált ebben a minőségben. Itt óriási munka várt rá: a leépített „békehadseregből” kellett hatalmas, győzni is tudó sereget megszerveznie. Ez idő alatt, elindította, megtervezte és megvalósította az Egyesült Államok haderejének reformját. Egy békeidőbeli 174 ezres létszámról egy egész világ felett őrködő 8,5 milliós létszámra emelését valósította meg. Ez hatalmas munkát jelentett, ő nevezte ki tábornokait, irányította a kiképzéseket, biztosította a zavartalan ellátmányt, s a világot behálózó stratégiai feladatok koordinálását.
Részt vett a casablancai, teheráni, jaltai és potsdami konferencián.
Churchill a "győzelem szervezőjének" nevezte Marshall-t, aki félelmetes munkaerejének, fegyelmének köszönhetően rövid idő alatt roppant népszerűségre tett szert katonái körében.

### A második világháború után
1946-ban vezérkari szolgálata lejárta után, Truman elnök Kínába küldte azzal a szándékkal, hogy megelőzze a polgárháború kibontakozását (1945–47). Visszatérése után, 1947-ben az elnök külügyminiszterré nevezte ki. Marshall 1947. június 5-én mondta el beszédét a Harvard Egyetemen, presztízse és hitele sokat nyomott a latban, amikor sikerült elfogadtatnia a Marshall-tervként ismert európai újjáépítési programját 1948-ban. Ugyanebben az évben az év embere lett a Time magazinban immár másodszor. 
1949-ben, 69 éves korában, megromlott egészségi állapota ellenére is elfogadta az Amerikai Vöröskereszt felkérését az elnöki posztra. 1950-ben a koreai háború hajnalán, Truman elnök visszahívta kormányába honvédelmi miniszternek (1950–51).
Külügyi tevékenységének idejére esik Izrael állam elismerése és a NATO megalakulásához vezető tárgyalások megindítása.
1953-ban, Marshall megkapta a Nobel-békedíjat, s így ő lett az egyetlen katona, aki ilyen szintű elismerésben részesült. 1951-ben McCarthy szenátor őt ostorozó és árulónak nevező beszéde után a kiábrándult Marshall végleg visszavonult a politikától. George Marshall 1959. október 16-án hunyt el.

## Emlékezete
Megemlékeznek róla évente a Vancouveri és Washingtoni Marshall előadás fórumain. A NASA Marshall Space Flight Center (MSFC) (Marshall Űrrepülési Központ) viseli még a nevét Huntsville-ben, amit Eisenhower elnök hozott létre 1960. szeptember 8-án.

## Művei
- Így győztünk… George Marshall amerikai vezérkari főnök jelentése a hadügyminiszterhez az 1943. július 1-jétől 1945. június 30-ig terjedő kétéves időszakról; ford. Éber Ernő; Franklin, Bp., 1946

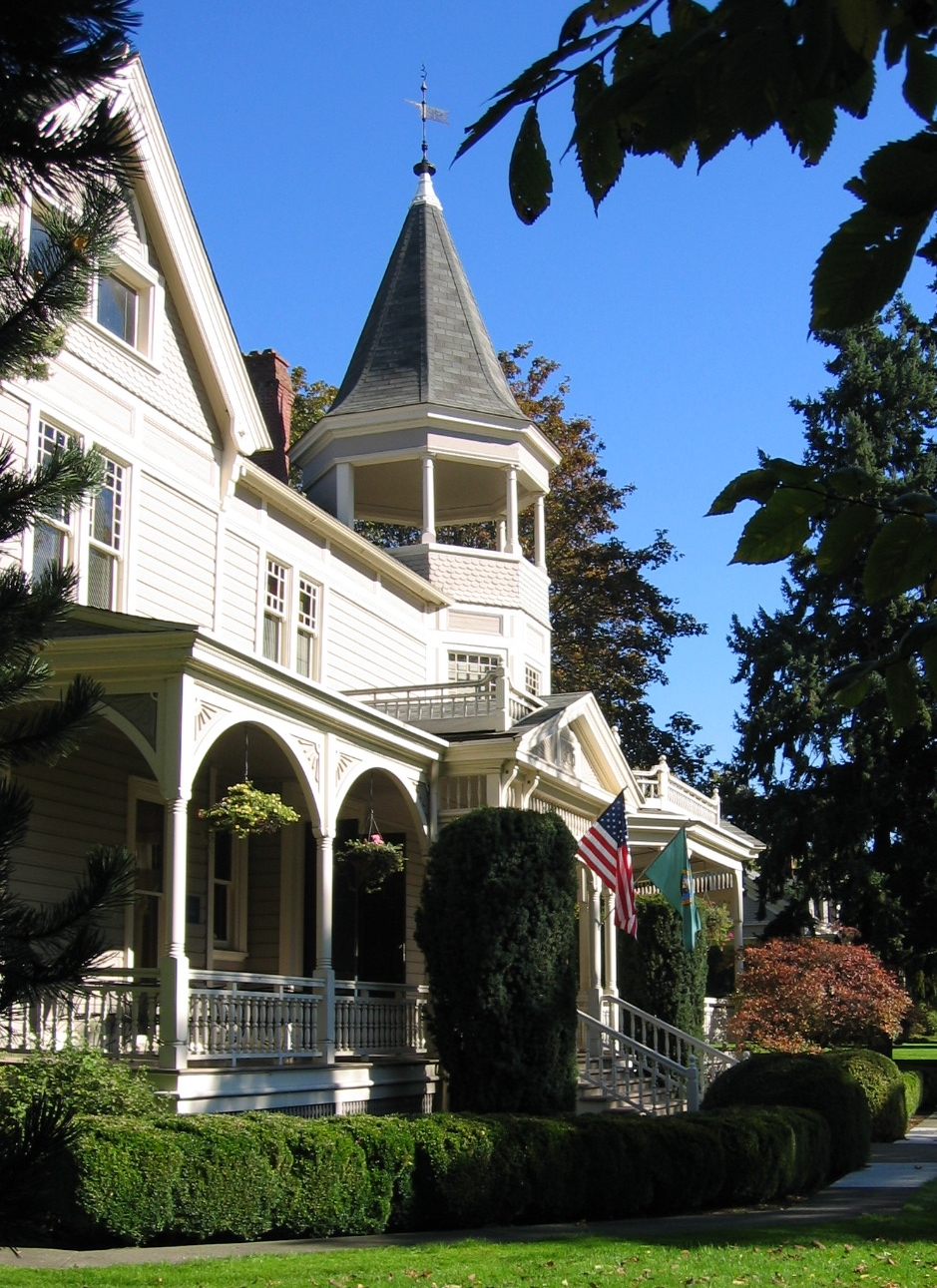
A Marshall-Ház Vancouverben

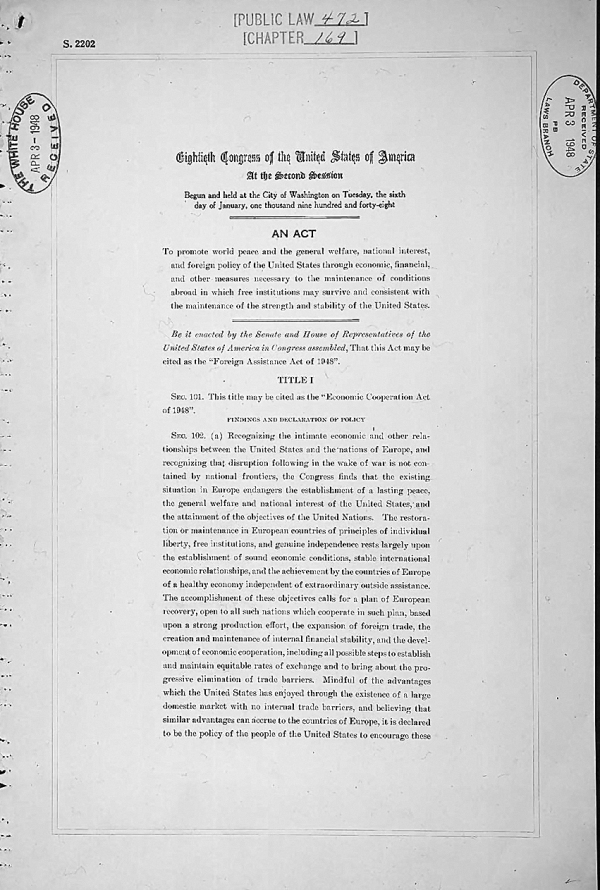
A Marshall-terv első oldala

## Rendfokozatai
| Nincs jelvény 1902-ben                 | Hadnagy 1902. február 2.                                  |
|                                        | Főhadnagy 1907. március 7.                                |
|                                        | Százados 1916. július 1.                                  |
|                                        | Őrnagy 1917. augusztus 5.                                 |
|                                        | Alezredes 1918. január 5.                                 |
|                                        | Ezredes 1918 augusztus 27.                                |
|                                        | Őrnagy (visszatérés a békeidők rangjához): 1920 július 1. |
|                                        | Alezredes: 1923. augusztus 21.                            |
|                                        | Ezredes: 1933 szeptember 1.                               |
|                                        | Dandártábornok 1936. október 1.                           |
|                                        | Vezérőrnagy 1939 szeptember 1.                            |
|                                        | Tábornok 1939. szeptember 1.                              |
|                                        | Tábornok 1944. december 16.                               |
| A Hadsereg Tábornoka 1946. április 11. |                                                           |

## USA hadseregben szerzett érdemérmei
| Bronze Oak Leaf                                                                       | Kiemelkedő hadseregi szolgálatért érem egy tölgyfalevéllel |
|                                                                                       | Ezüst csillag                                              |
|                                                                                       | Fülöp-szigetek harctéri érem                               |
| Bronze Service Star · Bronze Service Star · Bronze Service Star · Bronze Service Star | Első világháborús győzelmi érem                            |
|                                                                                       | Megszálló hadsereg érem Németország kisdíszítéssel         |
|                                                                                       | Amerikai honvédelmi szolgálati érem                        |
|                                                                                       | Amerikai hadszíntér érem                                   |
|                                                                                       | Második világháborús győzelmi érem                         |
|                                                                                       | Nemzeti védelmi szolgálati érem                            |

## Magyarul megjelent művei
- Így győztünk... Marshall amerikai vezérkari főnök jelentése. 1943 július 1-től 1945 június 30-ig terjedő kétéves időszakról; ford. Éber Ernő; Franklin, Bp., 1946